# Charles Bingley
Charles Bingley is een romanfiguur uit Jane Austens boek Pride and Prejudice.

## Karakter en rol in de boeken
Bingley wordt omschreven als een goedgehumeurd, vriendelijk en goedmoedig mens. Hij lijkt weinig waarde te hechten aan status en afkomst.
Bingley is een jonge, rijke man uit Derbyshire. Hij heeft zijn fortuin van ca. £100.000 geërfd van zijn vader, die zijn rijkdom had vergaard door handel te drijven en van plan was geweest een landgoed te kopen, maar stierf voordat hij eraan toe kwam.
Aan het begin van het verhaal huurt Bingley het landgoed Netherfield in de buurt van Longbourn, het huis van de familie Bennet in Hertfordshire. Wanneer hij wordt voorgesteld aan de oudste dochter uit het gezin, Jane, worden de twee op slag verliefd op elkaar. Na tijdelijk uiteen te zijn gedreven door Bingleys beste vriend Darcy (die dat overigens met de beste bedoelingen deed) trouwen de twee aan het einde van het boek en gaan in een aan Derbyshire grenzend (niet nader geduid) graafschap wonen.

## Film- en televisievertolkingen
- Osmund Bullock in de BBC-televisiebewerking uit 1980
- Crispin Bonham-Carter in de BBC-televisiebewerking uit 1995
- Simon Woods in de bioscoopfilm uit 2005
- Douglas Booth in de parodiefilm Pride and Prejudice and Zombies uit 2016